# Introducing
A Introducing  Nitin Sawhney indiai-angol DJ első lemeze.

## Számok
1. Migration
2. Bahaar
3. Hope
4. River Pulse (Rain Mix)
5. Market Daze
6. Pieces Of Ten (Chandru Mix)
7. Herecica Latino
8. Displacing The Priest
9. Bengali Song
10. Streets
11. Voices
12. Oceans And Rain